# Helena Mikołajczyk
Helena Mikołajczyk (ur. 22 maja 1968 w Mszanie Dolnej) – polska biathlonistka oraz biegaczka narciarska, brązowa medalistka mistrzostw świata.

## Kariera
W zawodach Pucharu Świata zadebiutowała 20 lutego 1990 roku w Mińsku, zajmując 49. miejsce w biegu indywidualnym. Nigdy nie zdobyła punktów w zawodach tego cyklu. Najwyższą lokatę wywalczyła 16 stycznia 1993 roku w Ridnaun, kończąc rywalizację w sprincie na 30. pozycji (do sezonu 2000/2001 punktowało 25. najlepszych zawodników).
Podczas mistrzostw świata w Borowcu w 1993 roku wspólnie z Zofią Kiełpińską, Krystyną Liberdą i Anną Sterą zdobyła brązowy medal w biegu drużynowym. Był to pierwszy w historii medal dla Polski w tej konkurencji. Zajęła też między innymi 49. miejsce w biegu drużynowym na mistrzostwach świata w Mińsku w 1990 roku. Brała również udział w igrzyskach olimpijskich w Lillehammer, zajmując 52. miejsce w biegu indywidualnym i 11. w sztafecie.
W narciarstwie klasycznym najlepsze wyniki osiągała w mistrzostwach Polski, na których zdobyła dwa medale srebrne (oba w sztafecie).

## Osiągnięcia

### Igrzyska olimpijskie
| Rok  | Miejscowość | Konkurencje | Konkurencje | Konkurencje | Konkurencje | Konkurencje | Konkurencje | Konkurencje |
| Rok  | Miejscowość | IN          | SP          | PU          | MS          | RL          | MR          | SR          |
| ---- | ----------- | ----------- | ----------- | ----------- | ----------- | ----------- | ----------- | ----------- |
| 1994 | Lillehammer | 52.         | –           | nd.         | nd.         | 11.         | nd.         | –           |

### Mistrzostwa świata
| Rok  | Miejscowość | Konkurencje | Konkurencje | Konkurencje | Konkurencje | Konkurencje | Konkurencje | Konkurencje |
| Rok  | Miejscowość | IN          | SP          | PU          | MS          | RL          | MR          | SR          |
| ---- | ----------- | ----------- | ----------- | ----------- | ----------- | ----------- | ----------- | ----------- |
| 1990 | Mińsk       | 49.         | –           | nd.         | nd.         | –           | nd.         | –           |
| 1993 | Borowec     | 70.         | 68.         | nd.         | nd.         | 13.         | nd.         | –           |

### Puchar Świata

#### Miejsca w klasyfikacji generalnej
| Sezon     | Miejsce |
| --------- | ------- |
| 1989/1990 | -       |
| 1990/1991 | -       |
| 1991/1992 | -       |
| 1992/1993 | -       |
| 1993/1994 | -       |

#### Miejsca na podium chronologicznie
Mikołajczyk nigdy nie stanęła na podium indywidualnych zawodów PŚ.